# Galería del Cierzo de la Reina

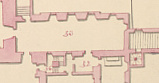
Vista de la Galería del Cierzo en una copia del del Plano de Gómez de Mora.

La Galería del Cierzo de la Reina fue un espacio del desaparecido Alcázar de Madrid.

## Historia
La Galería del Cierzo se creó en la primera década del siglo XVII, como parte de la terminación de la fachada principal del Alcázar.En el norte del Alcázar se disponía la Galería del Cierzo, parte del cuarto del Rey, de mayores dimensiones y creada a mediados del siglo XVI.
Hacia la década de 1680 fue decorada por Sebastián Muñoz representando Psiquis y Cupido

## Descripción
La sala se situaba en el lado de oriente del ángulo sudeste del edificio, en concreto, en la planta principal. Formaba parte del conjunto de habitaciones conocido como cuarto de la Reina, que se reservaba a la reina y su casa. La galería tenía vistas sobre el jardín de la Reina.

Conocemos gran parte de su decoración en 1633 gracias a su descripción en Dialogos de la pintura, obra de Vicente Carducho:
La galeria de la Reina, que cae al Cierço, la traçò, y pinto, y hizo los estuques Patricio Caxesi: es de la historia del casto y amigo de Dios Iofeph, quando defendio su entéreza de la adultera muger de Putifar fu dueño, con todos los demas suceffos de fu vida: y quando esta no fuera à propofito, tenia mucho adóde estenderse en heroicas y castas hazañas de Matronas fuertes y prudétes